# Rhizoclosmatium marinum
Rhizoclosmatium marinum är en svampart som beskrevs av Kobayasi & M. Ôkubo 1954. Rhizoclosmatium marinum ingår i släktet Rhizoclosmatium och familjen Chytridiaceae.   Inga underarter finns listade i Catalogue of Life.